# 丹尼斯·宾厄姆
丹尼斯·宾厄姆（英語：Dennis Bingham，1880年8月11日—1940年12月28日），英国马球运动员。他曾代表英国参加1924年夏季奥林匹克运动会马球比赛，获得一枚铜牌。他于1940年在赛伦赛斯特去世。